# 松崎正泰
松崎 正泰（まつざき まさひろ、1978年9月13日 - ）は、地方競馬の大井競馬場・栗田泰昌厩舎所属の騎手。勝負服の柄は胴白・赤山形一本輪、袖黒。東京都出身、血液型A型、身長166cm、体重47kg。

## 来歴
松浦備厩舎で7年間の調教厩務員生活を経て、2006年6月1日付けで地方競馬騎手免許を取得し、同厩舎からデビュー。2006年6月26日大井競馬第6競走C1六組七組条件戦7番人気セイフクガールで初騎乗（2着）。同年7月11日大井競馬第7競走3歳条件戦を10番人気マツノカルペールで勝利し、デビュー7戦目で初勝利。
2007年6月1日付けで松浦備厩舎から松浦裕之厩舎へ所属変更。
2008年1月14日第22回全日本新人王争覇戦出場（11頭立て3着）。同年9月17日大井競馬第6競走C2六組七組条件戦で落馬し負傷、長期の入院生活を余儀なくされた。
2009年3月初旬に調教での騎乗を再開し、4月23日大井競馬第9競走フォーチュネイトはなみずき特別（3歳選定馬選抜馬）7番人気レディカサロスで7ヶ月ぶりとなるレースでの騎乗を再開した（13頭立て5着）。
2010年5月7日付けで、松浦裕之厩舎から栗田泰昌厩舎へ移籍。
地方通算成績は319戦11勝・2着13回・3着22回・勝率3.4%・連対率7.5%（2009年7月3日現在）